# Raul Monteiro Valdez
Raul Monteiro Valdez (Belém, 30 de março de 1920[carece de fontes?] – Belém, 15 de setembro de 1977[carece de fontes?]) foi um médico, advogado, jornalista e político brasileiro. Governou o Amapá nos anos de 1961 a 1962 enquanto era Território Federal.